# ولسوالی جغتو، میدان وردک
جغتو یکی از ولسوالی‌های ولایت میدان وردک در خاور افغانستان است. جمعیت آن در سال ۲۰۰۶ میلادی، ۴۶،۶۶۷ نفر اعلام شده‌است. جمعیت آن عمدتا پشتون‌ها هستند اما اقلیتی از هزاره‌ها هم در این منطقه زیست می‌کنند.